# 吉村ミキ
吉村 ミキ（よしむら みき、1971年1月2日 - ）は、千葉県出身のモデル、女優。レプロエンタテインメント所属。
趣味は読書。ペットはチワワ。
以前は吉村 美紀の芸名で活動していた。

## 出演

### 映画
- 熱帯楽園倶楽部（1994年）
- 猫の息子（1997年[2][リンク切れ]）冴子 役
- 渇きの街（1997年）
- チャカ（1998年）
- チャカ LONELY HITMAN（1998年、ビジョン・スギモト） ヒロイン／山下純子 役
- Baby-Baby（1999年）主演
- 籠女（2000年）主演
- 世にも奇妙な物語 映画の特別編（2000年）
- ロスト・メモリーズ（2001年）- 百合子 役
- 13の月（2006年）

### ドラマ
- 輝く季節の中で（1995年、フジテレビ）田村紀子 役
- グッドラック（1996年、日本テレビ）黒部栞 役
- 隣の女（1996年、フジテレビ）
- イヴ（1997年、フジテレビ）細野美由紀 役
- 恋、した。 第8話（1997年、テレビ東京）主演・えみ 役
- 神様、もう少しだけ 第1話（1998年、フジテレビ）啓吾（演:金城武）の恋人役
- バベル〜The Tower of Babel〜（2002年、BSフジ）ゲスト主演・二宮響子 役

### テレビ番組
- プレシャス&コンシャス（2007年、BS朝日） VTRに出演

### CM
- DHL
- JAL
- サントリー NEWオールド（1994年）課長の背中編 - 長塚京三と共演
- ライオン フリー&フリーLight（1995年、1996年）
- ソニー プレイステーション『ビヨンドザビヨンド』（1995年）タクシー帰宅編
- 東芝 『NEW BREZZA』（1996年）
- ライオン スマイルコンタクト（1998年）
- 富士通 （2000年）
- DELL Dimension4500C（2002年）
- サントリー 烏龍茶（2003年）
- ナショナル トップユニット冷蔵庫（2005年）
- イオン レッツ新一年生（2007年）
- 大成建設 地図に残る仕事（2007年）母への電話篇
- 旭化成 サランラップ

### 舞台
- カタルシス、そして（2006年2月、ウッディーシアター中目黒）

### ショー
- 日本の美を愛でる
- 清鈴苑 着物ショー